# Superlópez (fumetto)
Superlópez è una serie a fumetti spagnola creata dal fumettista Juan López Fernández.

## Trama
È la parodia del fumetto statunitense Superman in senso comico ed umoristico adatto alla cultura ed ambiente spagnoli.

## Personaggi
- Juan López (Superlópez) è un impiegato di una ditta.
- Luisa Lanas
- Jaime González Lidenbrock